# Rudá kapela
Rudá kapela (či Rudý orchestr, německy Die Rote Kapelle) byla komunistická protinacistická skupina působící v letech 1938 až 1942 na území Německa a na Německem okupovaných územích.
Skupina byla založena ze Stalinova pověření Leopoldem Trepperem v Bruselu. Trepper navázal spolupráci s německými antifašisty a zřídil pobočky v Haagu, Marseille, Nice, Ženevě, Bernu, Basileji a ve Švédsku. Mezi aktivity skupiny patřil tisk a distribuce letáků upozorňující na osud odváděných Židů. Nejdůležitější však byla špionáž pro Sovětský svaz. Celkem bylo do Moskvy odesláno 1500 radiotelegramů.
V srpnu 1942 byla Rudá kapela rozbita Abwehrem. Ze 118 zatčených členů skupiny bylo 8 oběšeno, 41 sťato gilotinou a zbylý počet odveden do koncentračních táborů. Celkově bylo zatčeno 600 osob podezřelých z členství v této skupině.